# Спеціалізована юнацька бібліотека імені Олени Теліги
Спеціалізована юнацька бібліотека імені О. Теліги Шевченківського району м.Києва.

## Адреса
04111 м.Київ вул. Данила Щербаківського, 33   тлф 442-44-14

## Характеристика
Площа приміщення бібліотеки - 260 м², книжковий фонд - 23,4 тис. примірників. Щорічно обслуговує 4,0 тис. користувачів, кількість відвідувань за рік - 20,0 тис., книговидач - 96,0 тис. примірників.

## Історія бібліотеки
Створена у 1981 році на базі дитячої бібліотеки. Носить ім'я української поетеси, літературного критика, діяча української культури Олени Теліги. Обслуговує молодь мікрорайону. У бібліотеці працює громадська приймальня депутата Київради. Тут читачі бібліотеки можуть також отримати безкоштовну юридичну консультацію юриста.